# Doctora Aphra
La doctora Chelli Lona Aphra, o simplemente doctora Aphra, es un personaje ficticio de la franquicia Star Wars. Creada por el escritor Kieron Gillen, el artista Salvador Larroca y los editores Jordan D. White y Heather Antos, apareció por primera vez en la serie de cómics Darth Vader de Marvel Comics de 2015. Aphra se convirtió en un personaje destacado y comenzó a aparecer en su propia serie de cómics derivada, Star Wars: Doctor Aphra, de 2016 a 2019, antes de relanzarse en 2020.

## Biografía
Aphra es una arqueóloga criminal moralmente cuestionable inicialmente empleada por Darth Vader en sus esfuerzos por reemplazar a Palpatine como líder del Imperio Galáctico, quien luego se esconde del primero después de traicionarlo con el segundo y fingir su muerte, estableciendo brevemente una relación de amor-odio con la oficial imperial Magna Tolvan. Apoyada por los droides 0-0-0 y BT-1, y posteriormente por su expareja Sana Starros, es considerada una criminal de guerra por la Alianza Rebelde. Aphra es el primer personaje original de Star Wars que no aparece en las películas que lidera una serie de cómics de Marvel.
La doctora Aphra es una arqueóloga criminal con un conocimiento experto en tecnologías de droides y armas, con un interés particular en armas antiguas y artefactos Jedi.  Viaja en una nave espacial única llamada Ark Angel, que presenta un trabajo de pintura personalizado en blanco y azul. StarWars.com describe a Aphra como "una arqueóloga (en su mayor parte) moralmente arruinada y loca"  con apariencia asiática. Slate la llama "impulsiva, egoísta, decidida y tremendamente impredecible". SyFy Wire llama al personaje un antihéroe que "comparte el sarcasmo de Han Solo y el carisma sexual de Lando Calrissian, pero sigue la línea entre el bien y el mal con mucha más regularidad que estos dos personajes, y la mayoría de las veces la cruza hacia el francamente travieso."  IGN explica: "Aphra tiene toda la arrogancia y el encanto sinvergüenza de Han, pero poco de su vena noble". El creador Kieron Gillen señala que el interés principal del personaje es "esta extraña obsesión que tiene por descubrir cosas viejas".
Observando que "el sarcasmo de Aphra y la forma cuidadosa en que codifica sus palabras son una parte vital de su personaje", StarWars.com también explica que aunque es algo así como un genio, la capacidad de Aphra para pensar con rapidez es lo que la ha mantenido viva en situaciones en las que su genio le falla. Gillen señala que los lectores nunca pueden estar seguros de lo que hará o no el personaje. El escritor de Doctor Aphra, Si Spurrier, explica que a pesar de la expectativa de que los personajes de Star Wars "siempre harán lo correcto", Aphra comete errores y, a veces, elige lo inesperado. Sarah Kuhn, autora de Doctor Aphra: An Audiobook Original, estuvo de acuerdo en que "[Aphra] es la definición de caos... Nunca se sabe exactamente qué va a hacer, lo que significa que, personalmente, creo que está teniendo la mayor experiencia". diversión para cualquiera en la galaxia de Star Wars".
Al crear el personaje, Gillen buscó lo que llamó "El arquetipo del arqueólogo de Indiana Jones ", que creía que encajaba bien en Star Wars. Su concepto original para Aphra era Indiana Jones y su destartalada resolución de problemas, pero con una ética invertida. Dijo que Aphra se encuentra en algún lugar entre un héroe y un villano en el sentido de que "la ves hacer cosas buenas y malas". Gillen afirma además: "Es un poco divertida pero, al mismo tiempo, tiene un corazón muy oscuro". Explica: "Ella tiene una actitud muy divertida, es muy divertido estar cerca de ella, pero es realmente mala como persona". Añadió:

Aphra... fue diseñada para ser el contrapunto de Darth Vader... ella tiene que hablar mucho cuando Darth Vader no lo hace. Darth Vader no hará bromas. Para que sea un libro divertido de leer, necesitas que ella aliviane la situación. Pero cuando la introduces como protagonista, eso cambia la dinámica por completo. A) ella se vuelve un poco más seria, y B) todos los demás a su alrededor se vuelven mucho más letales.

Spurrier afirma que Aphra "sabe que Vader probablemente no sea una buena persona. Es consciente de que el fascismo espacial no es necesariamente algo bueno, pero puede ser lo correcto para un universo caótico". Gillen compara a Aphra con Darth Vader en el sentido de que los fanáticos apoyan a ambos como antihéroes, pero explica que si bien Aphra es una "mala persona en muchos sentidos", Vader está en otro nivel como "uno de los mayores villanos de todos los tiempos". Gillen explica además, "puedes apoyarla [por ella], porque toma decisiones de vida realmente malas y en cierto modo se adapta a ellas... No le gusta matar gente. No es como una asesina al azar". Señaló que Aphra es compleja en el sentido de que es "firmemente pro- Imperio", pero tiende a no obedecer sus reglas.
SyFy Wire describe a Aphra como una "mujer queer de color". Slate señala: "Ella sufre por dos mujeres diferentes que reclaman su corazón, dos mujeres a quienes, inevitablemente, debe traicionar para sobrevivir". Gillen ha confirmado la sexualidad de Aphra, diciendo que ha escrito sobre ella principalmente interesada románticamente en las mujeres (y como coqueteando con Luke Skywalker), pero señaló que las actitudes del mundo real hacia la homosexualidad "[no] existen realmente en el universo de Star Wars". De la relación condenada al fracaso de Aphra con la capitana imperial Magna Tolvan, Gillen dijo que se imaginaba "Esta persona dura y muy seria persiguiendo a esta persona más caprichosa y la tensión sexual... el giro es que Aphra es la persona que también está persiguiendo a Tolvan." 

## Apariciones

### Historietas

#### Darth Vader(2015-2016)
Aphra apareció por primera vez en el número 3 de Star Wars: Darth Vader (marzo de 2015), que se desarrolla después de la película original de Star Wars y fue creada por el escritor Kieron Gillen y el artista Salvador Larroca. La aparición de Aphra en el cómic fue adaptada como un audiolibro lanzado el 21 de julio de 2020. En la historia, Darth Vader la recluta para ayudar en sus planes. Al final de la serie, Vader intenta matar a Aphra después de que ella lo traiciona ante Palpatine, pero ella escapa, dejándolo pensando que lo logró.  Gillen originalmente había planeado que Vader matara a Aphra durante la historia, pero descubrió una manera de escapar y aún mantener la integridad de ambos personajes.
De 2015 a 2016, Aphra apareció en Star Wars: Vader Down, una miniserie de cómics crossover de seis números que incluye su propio número debut, los números 13 a 15 de Darth Vader y los números 13 a 14 de la serie de cómics Star Wars. Simultáneamente con la serie Darth Vader, en 2016, Aphra también apareció en el arco Rebel Jail del cómic Star Wars, que comprende los números 16-19 de Star Wars.

#### Doctora Aphra(2016-2019)
Después de ser objeto de burlas por primera vez en septiembre de 2016 como Star Wars: Classified, Star Wars: Doctor Aphra se anunció en octubre de 2016, y debutó en diciembre de 2016. La historia continúa después del intento de Vader de matar a Aphra al final de la serie Darth Vader.  Ella se esconde para que Vader no descubra que está viva, pero necesita volver a su vida como arqueóloga para poder pagar sus enormes deudas con el wookiee  Krrsantan el Negro y cumplir su promesa de ayudar a localizar a las personas que le torturaron en el pasado.  Gillen dijo que quería escribir la serie para explorar "qué la motiva y por qué hace lo que hace". Gillen escribió los números 1 al 13, y luego coescribió los números 14 al 19 con Simon Spurrier.
Spurrier reemplazó a Gillen que se marchaba a partir del n.° 20. Larroca y Kev Walker compartieron la obra de arte para el número 1, con Walker haciéndolo solo para los números 2 y 3, seguido por Walker y varios otros artistas que entran y salen de la serie. Spurrier reenfocó la serie para expandir las aventuras de Aphra más allá del universo conocido de Star Wars e intentar contar historias que serían exclusivas del personaje de Aphra.
La serie fue nominada a Mejor Cómic en la 30.ª edición de los GLAAD Media Awards. Alan Scherstuhl de Slate escribió sobre la serie: "Las historias, como las Estrellas de la Muerte, tienden a explotar, pero de manera impredecible, con giros cada vez mayores, dilemas morales sorprendentes y sólo ocasionalmente algo parecido a un final verdaderamente feliz". Explica: "Además de la narración vigorosa y los giros sorprendentes, los cómics de Doctora Aphra... llenan tonos de gris que de otro modo faltarían en el espectro moral ' Star Wars ". Jesse Schedeen de IGN llamó a la Doctora Aphra "el proyecto de Star Wars más arriesgado de Marvel hasta la fecha", pero señaló que "la distancia de las películas le da a la Doctora Aphra una mayor sensación de libertad en términos de tono, estilo y posibilidades de trama". Schedeen describió la serie como "muy parecida a una historia de un Bizarro Han Solo con un toque de Indiana Jones", y señaló que "se nutre de su oscuro sentido del humor".
En 2017, Aphra apareció en la miniserie cruzada de cinco números The Screaming Citadel, que se compone de su propio número debut, los números 31 a 32 de Star Wars y los números 7 a 8 de Doctor Aphra. La serie inicial de Doctor@ Aphra terminó en diciembre de 2019 con el número 40. Ella también es el tema principal del cómic corto "Epilogue", también recopilado en el cómic one-shot Empire Ascendant, que a su vez se recopila en el decimotercer volumen de la serie Star Wars de Marvel.
En 2020, la serie ganó un premio GLAAD Media al mejor cómic.

#### Doctora Aphra(2020-2024)
Doctor Aphra se relanzó en 2020 y está ambientado entre El Imperio Contraataca y El Retorno del Jedi. El primer número se lanzó digitalmente el 3 de mayo (en reconocimiento al Día de Star Wars ) y físicamente el 27 de mayo. El cuadragésimo y último número se publicó el 31 de enero de 2024.

#### Otros cómics
Aphra también aparece en flashbacks en los números del cómic Star Wars: Galaxy's Edge de 2019, así como en el primer número del cómic Star Wars: Bounty Hunters de 2020, y se menciona en el tercero. Además, apareció en cinco números de la miniserie War of the Bounty Hunters de 2020.
La cocreadora de Aphra , Heather Antos, ha expresado interés en una serie crossover entre Aphra y Gwen Poole (otro personaje de Marvel que había cocreado para The Unbelievable Gwenpool), que representa al dúo como mejores amigas, encargando fan art de los personajes juntos.

### Audio libro
El 21 de julio de 2020 se lanzó una adaptación ampliada del audiolibro de la introducción de Aphra en la serie Darth Vader, titulada Doctor Aphra: An Audiobook Original. Escrito por Sarah Kuhn, el audiodrama agregó nuevas escenas y contó con un elenco de voces completo, con Emily Woo Zeller dando voz a la Doctora Aphra. El guion se publicó en forma de libro el 6 de abril de 2021.

### Historia corta

#### "El gatillo" (2017)
"The Trigger" es un cuento escrito por Gillen, publicado en la antología de Star Wars de 2017 Desde un cierto punto de vista. Ambientada durante la película Star Wars de 1977, el día en que el Imperio destruye el planeta Alderaan con la Estrella de la Muerte, la historia encuentra a Aphra capturada por tropas imperiales y reaccionando a la noticia de la destrucción de Alderaan. Pizarra señaló:

Su reacción ante la noticia es compleja: está asombrada, incluso un poco excitada, ante la idea de tal poder destructivo. Molesta a los Imperiales al entusiasmarse imaginando qué tecnología podría haberlo logrado. Se pregunta en voz alta si la Estrella de la Muerte tiene un "gatillo", si alguna persona en particular activó el interruptor que asesinó a miles de millones. Se pregunta si matar a tantos desde la distancia es más fácil que matar a una persona frente a ti.

Gillen dijo que escribió la historia con la intención de "resolver una razón bastante lógica, por la cual, con sus antecedentes, ella piensa que el Imperio es malo para la alternativa. Si creciste en una guerra civil galáctica, creo que la paz, por cualquier medio, podría ser mejor que la guerra. Esa es la opinión de Aphra. Aphra puede manejarlo todo. Se miente a sí misma. ¿Pero a la gente normal probablemente le gustaría vivir bajo un régimen fascista en lugar de simplemente matarse unos a otros en una guerra? "Es un agujero realmente oscuro en el que pensar, pero puedo hacer que alguien crea eso con los antecedentes de Aphra".

### Videojuego
La Doctora Aphra es un personaje jugable en el juego de rol coleccionable Star Wars: Galaxy of Heroes de 2015, lanzado para dispositivos móviles por Electronic Arts .
La Doctora Aphra era un personaje jugable en el juego móvil de estrategia en tiempo real jugador contra jugador de 2017, Star Wars: Force Arena, desarrollado por Netmarble Games y publicado por Lucasfilm.

## Impacto y recepción
El aumento de las ventas de Darth Vader #3 convenció a Gillen de la popularidad instantánea de la Doctora Aphra, y calificó al personaje como "una gran parte" del éxito inesperado de la serie Darth Vader. Aphra se convirtió en un personaje destacado, y fue colocada en su propia serie, Doctor Aphra, que es el primer cómic en curso de Marvel Star Wars centrado en un personaje original que no aparece en las películas. Gillen dijo en abril de 2018: "[La doctora Aphra] fue el intercambio número dos en febrero. Un personaje completamente nuevo que se vende tan bien es impactante en los cómics. Ese tipo de respuesta es enormemente impresionante, ya que no sucede con frecuencia". Añadió: "Sal[vador Larroca] y yo la cocinamos, pero suficientes personas le han escrito ahora para hacerla más grande que yo. Definitivamente siente que me ha superado, esencialmente. Así que me gusta mucho regalarla. a otras personas que podrán jugar con ella". Aphra también se ha convertido en un cosplay popular. Gillen dijo sobre la popularidad de Aphra:

De todos los personajes que he creado para los universos de otras personas, ella es, con diferencia, la más exitosa... Es bastante divertida, pero al mismo tiempo, tiene un lado muy oscuro... Todas esas extrañas contradicciones en ella, creo que son bastante atractivas. Al mismo tiempo, tiene algo muy esencial que la gente puede entender. Es bastante complicada y nada complicada a la vez. Con Luke o Leia, tienen ese arquetipo central que comprendes, entiendes cómo son. Lo tienes con Aphra, pero al mismo tiempo, hay algo subyacente... todas esas cosas extrañas y retorcidas que se meten bajo la piel de las personas."

Spurrier añadió:

La mayor parte de lo que hemos visto hasta ahora en Star Wars es buenos contra malos. Y Aphra no es eso. Y yo sugeriría que la razón por la que la gente... responde más a Han Solo que a Luke Skywalker es porque él no está simplemente interpretando al bueno. Es un poco más complicado que eso. Y Aphra es 100% lo mismo, pero desde la otra dirección.

Trent Moore de SyFy Wire consideró a Aphra "posiblemente lo mejor" de la serie Darth Vader, y Catrina Dennis de StarWars.com la llama "el tipo de personaje que se roba cada escena en la que aparece". Hanna Flint de SyFy Wire describe a Aphra como "un personaje vanguardista, genial y refrescantemente diverso", y Bria Lavorgna de StarWars.com la llama "uno de los personajes más geniales de Star Wars en este momento". Al señalar que la primera aparición de Aphra fue un homenaje a Indiana Jones, Alan Scherstuhl de Slate afirma que posteriormente "adquiere una profundidad que Indiana Jones nunca logró", y elogió el hecho de que Gillen "nunca ha explotado ni exotizado su sexualidad". "  Citando las "hazañas de destreza tecnológica de Aphra junto con su personalidad impredecible" como las características que "la convierten en un personaje que vale la pena ver", Dennis escribe: "Aphra se ha robado los corazones de los fanáticos de todo el mundo con su humor impredecible y una historia de fondo complicada que se ha convertido en algo mucho más de lo que su introducción a la saga pudo haber dejado ver." 
Krrsantan el Negro, presentado en el mismo cómic de Darth Vader que Aphra (y regresando en Doctor Aphra), fue introducido en el universo de acción real de Star Wars en el segundo episodio de la serie de streaming The Book of Boba Fett.

## Comercialización
En 2018, Hasbro lanzó un conjunto de figuras de acción de la Doctora Aphra y sus dos droides asesinos, 0-0-0 y BT-1.
La Doctora Aphra y sus dos droides también aparecieron en la línea de figuras de acción de 6" de Star Wars: The Black Series.